# نخل‌های لاغر
نخل‌های لاغر (نام علمی: Dypsis) نام یک سرده از تیره نخل است.